# Боулегс (Оклахома)
Боулегс (англ. Bowlegs) — місто (англ. town) в США, в окрузі Семінол штату Оклахома. Населення — 357 осіб (2020).

## Географія
Боулегс розташований за координатами 35°8′50″ пн. ш. 96°40′9″ зх. д. / 35.14722° пн. ш. 96.66917° зх. д. (35.147343, -96.669080).  За даними Бюро перепису населення США в 2010 році місто мало площу 9,56 км², уся площа — суходіл.

## Демографія
Згідно з переписом 2010 року, у місті мешкало 405 осіб у 154 домогосподарствах у складі 112 родин. Густота населення становила 42 особи/км².  Було 184 помешкання (19/км²).
Расовий склад населення:
| - 75,8 % — білих - 14,8 % — корінних американців - 2,0 % — чорних або афроамериканців |

До двох чи більше рас належало 6,9 %. Частка іспаномовних становила 1,5 % від усіх жителів.
За віковим діапазоном населення розподілялося таким чином: 25,9 % — особи молодші 18 років, 59,8 % — особи у віці 18—64 років, 14,3 % — особи у віці 65 років та старші. Медіана віку мешканця становила 42,7 року. На 100 осіб жіночої статі у місті припадало 98,5 чоловіків;  на 100 жінок у віці від 18 років та старших — 92,3 чоловіків також старших 18 років.
Середній дохід на одне домашнє господарство  становив 46 596 доларів США (медіана — 39 250), а середній дохід на одну сім'ю — 52 450 доларів (медіана — 45 500). Медіана доходів становила 41 250 доларів для чоловіків та 31 875 доларів для жінок. За межею бідності перебувало 19,4 % осіб, у тому числі 20,5 % дітей у віці до 18 років та 10,3 % осіб у віці 65 років та старших.
Цивільне працевлаштоване населення становило 150 осіб. Основні галузі зайнятості: освіта, охорона здоров'я та соціальна допомога — 24,7 %, роздрібна торгівля — 12,7 %, виробництво — 12,0 %.